# Plaza San Francisco (Córdoba)
Plaza San Francisco es un barrio perteneciente a la ciudad de San Francisco. Tiene la particularidad de encontrarse fuera del ejido urbano, 8 km al noroeste del centro cívico de la ciudad. Se conecta con el resto de la ciudad a través de la avenida de los Inmigrantes. Por la avenida tiene vinculación directa con la ruta provincial 1. Su ubicación fue el asentamiento original de la ciudad de San Francisco, aunque la gente terminó desplazándose hasta el lugar actual de la ciudad por la presencia de la estación de ferrocarril. El plano de la Colonia San Francisco fue presentado al Gobierno de Córdoba por J. B. Iturraspe en 1886.

## Infraestructura
El barrio cuenta con un puesto de salud y  un centro vecinal.  En 2001 se inauguró la red de agua potable y se realizó la nomenclatura de calles. En 2011 se inauguró la iluminación del acceso. LA avenida de Los Inmigrantes fue pavimentada e iluminada entre 2023 y 2024; a su vez se anunció la llegada de la red de gas natural en 2022.

## Población
Cuenta con 284 habitantes (Indec, 2010), lo que representa un incremento del 39% frente a los 204 habitantes (Indec, 2001) del censo anterior.
| Gráfica de evolución demográfica de Plaza San Francisco entre 1991 y 2010 |
|                                                                           |
| Fuente: Censos nacionales del INDEC                                       |